# Kathedrale von Bayonne

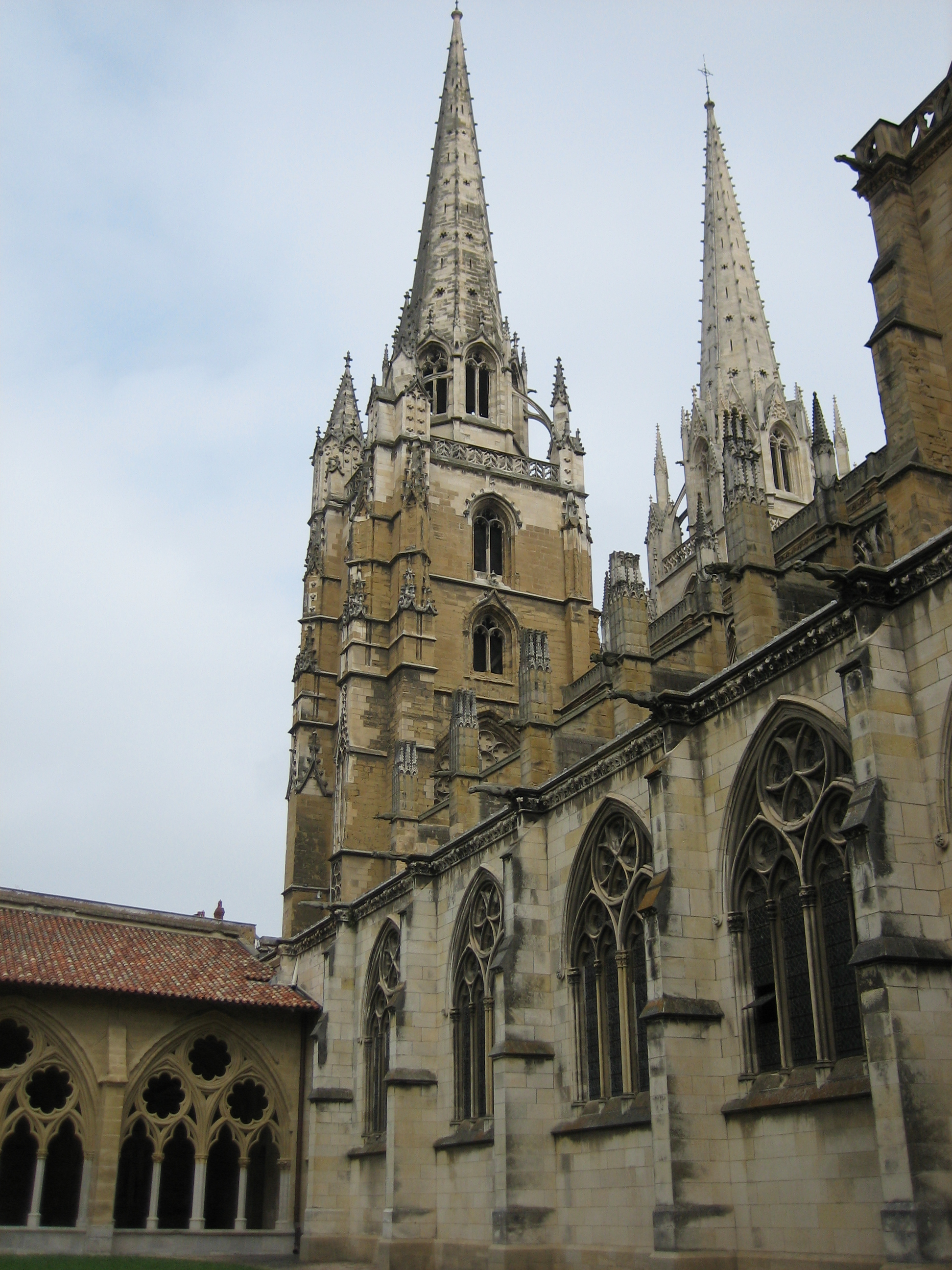
Kathedrale Sainte-Marie von Bayonne

Die Kathedrale Sainte-Marie de Bayonne (auch Notre-Dame de Bayonne) ist ein im 13. und 14. Jahrhundert im Stil der Gotik errichtetes und der Jungfrau Maria geweihtes Kirchengebäude in Bayonne im französischen Département Pyrénées-Atlantiques (Region Nouvelle-Aquitaine). Sie ist Sitz der Diözese und des Bischofs von Bayonne. Das Gebäude ist seit 1862 als Monument historique klassifiziert und steht folglich unter Denkmalschutz.
Die Kathedrale, deren Bau 1213 begonnen wurde, wird von zwei Türmen von 85 Metern Höhe überragt. Sie enthält einen Reliquienschrein des Heiligen Leo. Als Anbau wurde 1240 ein Kreuzgang errichtet.

## Geschichte
An der Stelle der heutigen Kathedrale erhob sich vorher eine einfache romanische Kathedrale, die zweimal durch Feuer in den Jahren 1258 und 1310 zerstört wurde. Der Bau der neuen Kathedrale Sainte-Marie wurde wohl schon am Anfang des 13. Jahrhunderts begonnen und im 15. Jahrhundert weitgehend vollendet. Zu Beginn des 16. Jahrhunderts wurde zunächst nur der südliche Turm gebaut.
Die Kathedrale hat zahlreiche Restaurierungen und Umgestaltungen erfahren. Darunter ragt vor allem diejenige von 1856 bis 1896  heraus, für die der französische Architekt Émile Boeswillwald verantwortlich zeichnet, ein Schüler von Henri Labrouste. Er ist unter anderem für den Bau des nördlichen Turms verantwortlich sowie die gotischen Turmspitzen. Im Inneren wurden die Blendarkaden des Kapellenkranzes, dessen Einrichtungen während der französischen Revolution zerstört worden waren, von Louis Steinheil (Paris) mit lebensgroßen Heiligenfiguren im Stil des 14. Jahrhunderts versehen.

## Beschreibung
Die Kathedrale Sainte-Marie steht im Stadtzentrum von Bayonne in der historischen Altstadt auf einer Anhöhe über dem Zusammenfluss von Adour und Nive. Sie erscheint im hochgotischen Stil mit einem erkennbaren Einfluss von Kirchenbauten der Champagne (Reims, Soissons), der besonders in der Apsis und dem Chorumgang sichtbar ist. Sie ist etwa 80 m lang, 33 m breit, und das Gewölbe im Kirchenschiff hat eine Höhe von 26 m. Die Turmspitzen erheben sich 70 m und sorgen damit für eine Gesamthöhe der Kathedrale von 80 m.
Im Süden ist ein Kreuzgang an die Kirche angebaut. Die Westseite, gegenüber der städtischen Bibliothek (dem früheren Bischofspalast), besteht aus einem großen, nach drei Seiten offenen Portal und den beiden es einrahmenden Türmen. Es handelt sich um den jüngsten Bauteil der Kathedrale. Die Ostseite mit dem Chor grenzt an das Ufer der Nive.
Der Grundriss der Kathedrale hat die klassische Kreuzform mit einem Längs- und zwei Querschiffen. Rund um den Chor erstreckt sich ein Umgang mit einem aus sieben Kapellen bestehenden Kapellenkranz. Der älteste Teil ist die Apsis aus dem 13. Jahrhundert. Die Arbeiten an Quer-, Längs- und den Seitenschiffen setzten sich bis ins 15. Jahrhundert fort.
In der Kathedrale versammelten sich im Mittelalter die Pilger auf dem sogenannten Voie de Soulac, einem der französischen Abschnitte des Jakobsweges nach Santiago de Compostela. Eine Statue des Heiligen Jakobus in Pilgerkleidern steht im südlichen Querschiff. Die Kirche ist deshalb seit 1998 als Teil des Weltkulturerbe der UNESCO „Jakobsweg in Frankreich“ ausgezeichnet.
Das Schiff besteht aus sieben Jochen, die in Kreuzrippengewölben enden. Es hat drei Etagen mit großen Arkaden, Triforium und hohen Fenstern. An das nördliche Seitenschiff schließen sich sieben Kapellen an. Die Schlusssteine der Gewölbe sind mit bunt bemalten Wappen verziert und erinnern an die Geschichte Bayonnes zur Zeit der englischen Herrschaft. So zeigt das Wappen des englischen Königs Eduard III. französische Lilien und englische Leoparden direkt nebeneinander. Der schönste Stein findet sich im südlichen Querschiff. Er zeigt ein in grün und gold gehaltenes Schiff, als Zeichen für die Rolle des mittelalterlichen Bayonne als Hafenstadt. Es wird von sieben Matrosen, einem Lamm Gottes und zwei Steuermännern bevölkert, und darüber schweben als Schutz die vier Evangelisten.
Die Fenster der Kathedrale stammen vom Beginn des 16. Jahrhunderts, aus der Zeit der Renaissance. Sie zeigen verschiedene Szenen aus der Bibel wie die Erschaffung von Adam und Eva und Szenen aus dem Leben Jesu. Die schönsten Fenster, auf 1531 datiert, finden sich in der Kapelle des Heiligen Hieronymus und zeigen Christus bei der Austreibung des Dämons aus der Tochter der Kanaaniterin (Mt 15,21-28 ).
Der Kreuzgang ist einer der größten in Frankreich. Er wurde im Flamboyant-Stil erbaut und stammt aus dem 14. Jahrhundert. Der baufällige nördliche Kreuzgangflügel wurde 1858–1863 durch den Neubau einer dem hl. Leo geweihten Pfarrkapelle mit Sakristei nach Plänen von Émile Boeswillwald ersetzt. Dabei wurde die Außenmauer des südlichen Seitenschiffs der Kathedrale zu einer Arkadenreihe umgestaltet. In den Arkaden haben sich Grabsteine aus dem Zeitraum vom 14. bis zum 18. Jahrhundert erhalten.
In der Kathedrale verbergen sich zahlreiche Objekte, Gemälde und Altäre, die als Kunstschätze im Inventar des Kulturministeriums geführt werden.

## Orgel
Die große Orgel geht in Teilen zurück auf die erste Orgel aus dem Jahre 1488, erbaut von Dominique Kastelbon (Vitoria-Gasteiz) für die kleine Empore über der Sakristei-Tür. Dieses Instrument wurde 1724 auf die neue Westempore umgesetzt und im Laufe der Zeit mehrfach erweitert und restauriert. Es hat heute 55 Register auf drei Manualen und Pedal. Die Spieltrakturen sind mechanisch, die Registertrakturen elektrisch.
| I Grand Orgue C–g3 |     |
| Montre             | 16′ |
| Bourdon            | 16′ |
| Montre             | 8′  |
| Flûte harmonique   | 8′  |
| Bourdon            | 8′  |
| Prestant           | 4′  |
| Flûte à cheminée   | 4′  |
| Doublette          | 2′  |
| Sesquialtera II    |     |
| Fourniture V       |     |
| Cymbale V          |     |
| Cornet V           |     |
| Bombarde           | 16′ |
| Trompette          | 8′  |
| Clairon            | 4′  |

| II Positif de Dos C–g3 |        |
| Montre                 | 8′     |
| Bourdon                | 8′     |
| Prestant               | 4′     |
| Flûte conique          | 4′     |
| Nazard                 | 2 ⁄3′  |
| Quarte de nazard       | 2′     |
| Tierce                 | 1 3⁄5′ |
| Plein Jeu IV           |        |
| Trompette              | 8′     |
| Cromorne               | 4′     |

| III Récit expressif C–g3 |        |
| Quintaton                | 16′    |
| Flûte harmonique         | 8′     |
| Principal                | 8′     |
| Bourdon                  | 8′     |
| Viole de gambe           | 8′     |
| Voix céleste             | 8′     |
| Principal                | 4′     |
| Flûte                    | 4′     |
| Doublette                | 2′     |
| Piccolo                  | 1′     |
| Plein Jeu V              |        |
| Cymbale IV               |        |
| Cornet V                 |        |
| Bombarde                 | 8′-16′ |
| Trompette                | 8′     |
| Basson-Hautbois          | 8′     |
| Voix humaine             | 8′     |
| Clairon                  | 4′     |
| Tremolo                  |        |

| Pédale C–g1   |     |
| Flûte         | 16′ |
| Soubasse      | 16′ |
| Violoncelle   | 8′  |
| Basse         | 8′  |
| Bourdon       | 8′  |
| Flûte         | 4′  |
| Fourniture IV |     |
| Bombarde      | 16′ |
| Trompette     | 8′  |
| Clairon       | 4′  |

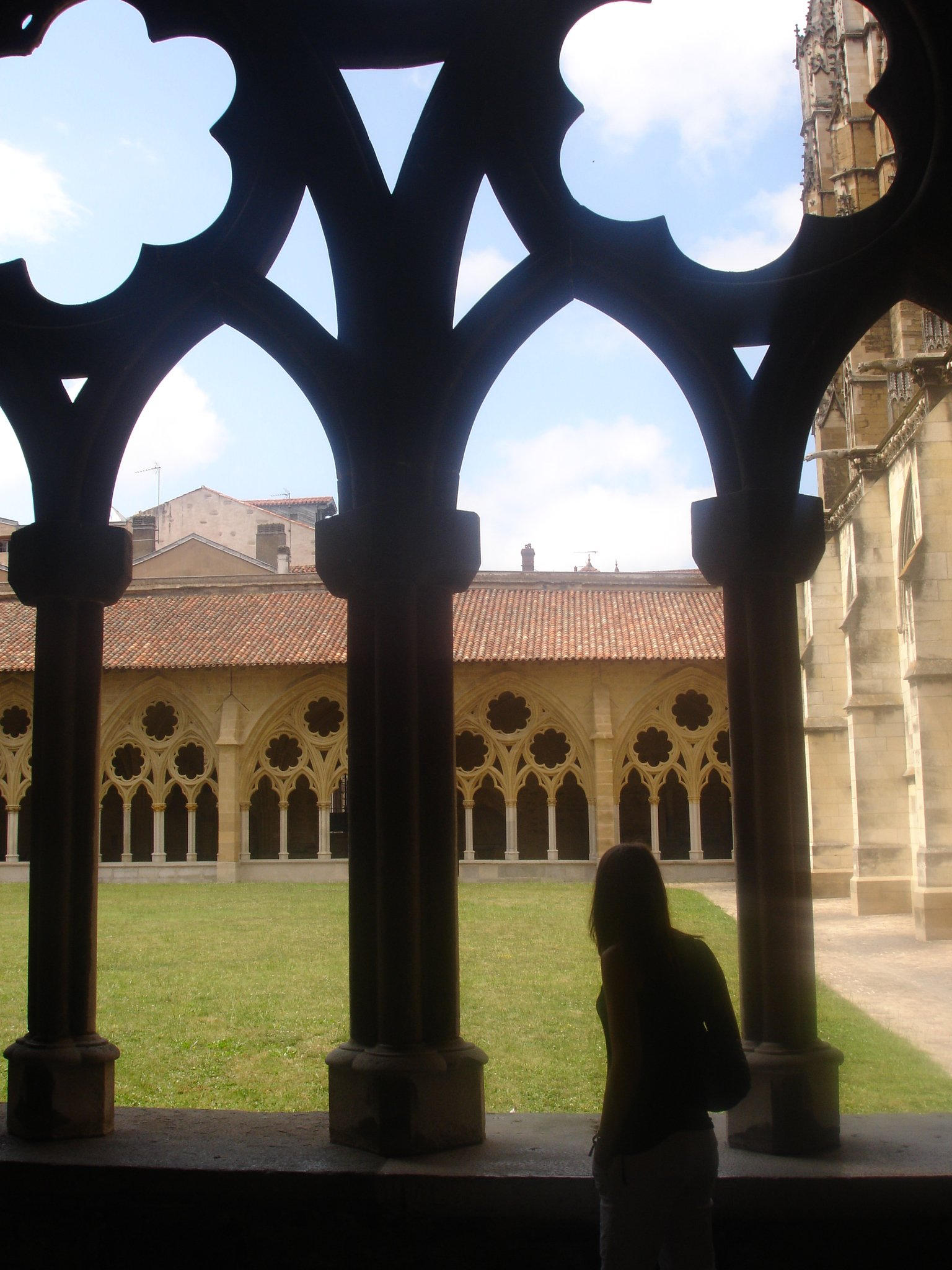
Kreuzgang der Kathedrale
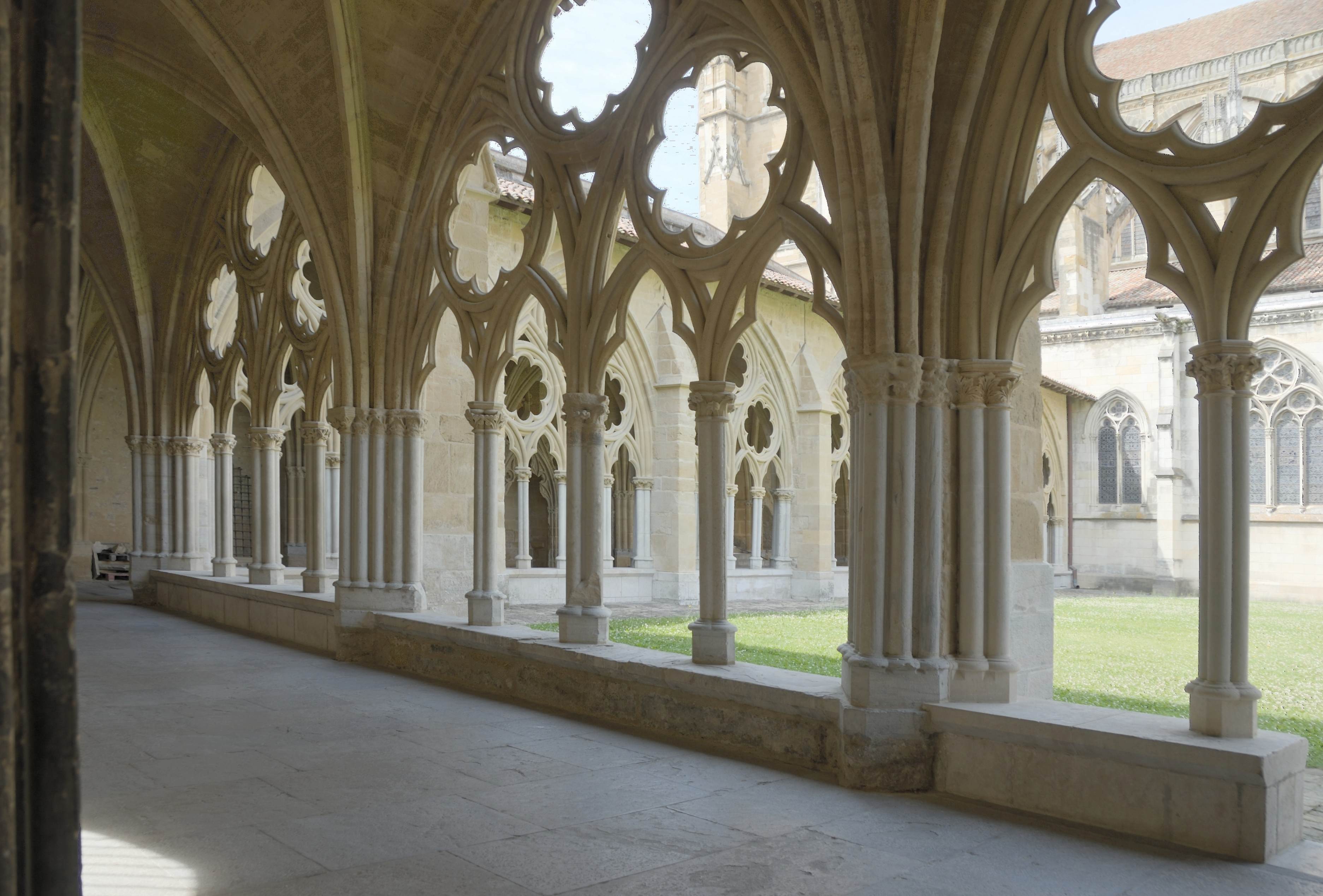
Kreuzgang der Kathedrale
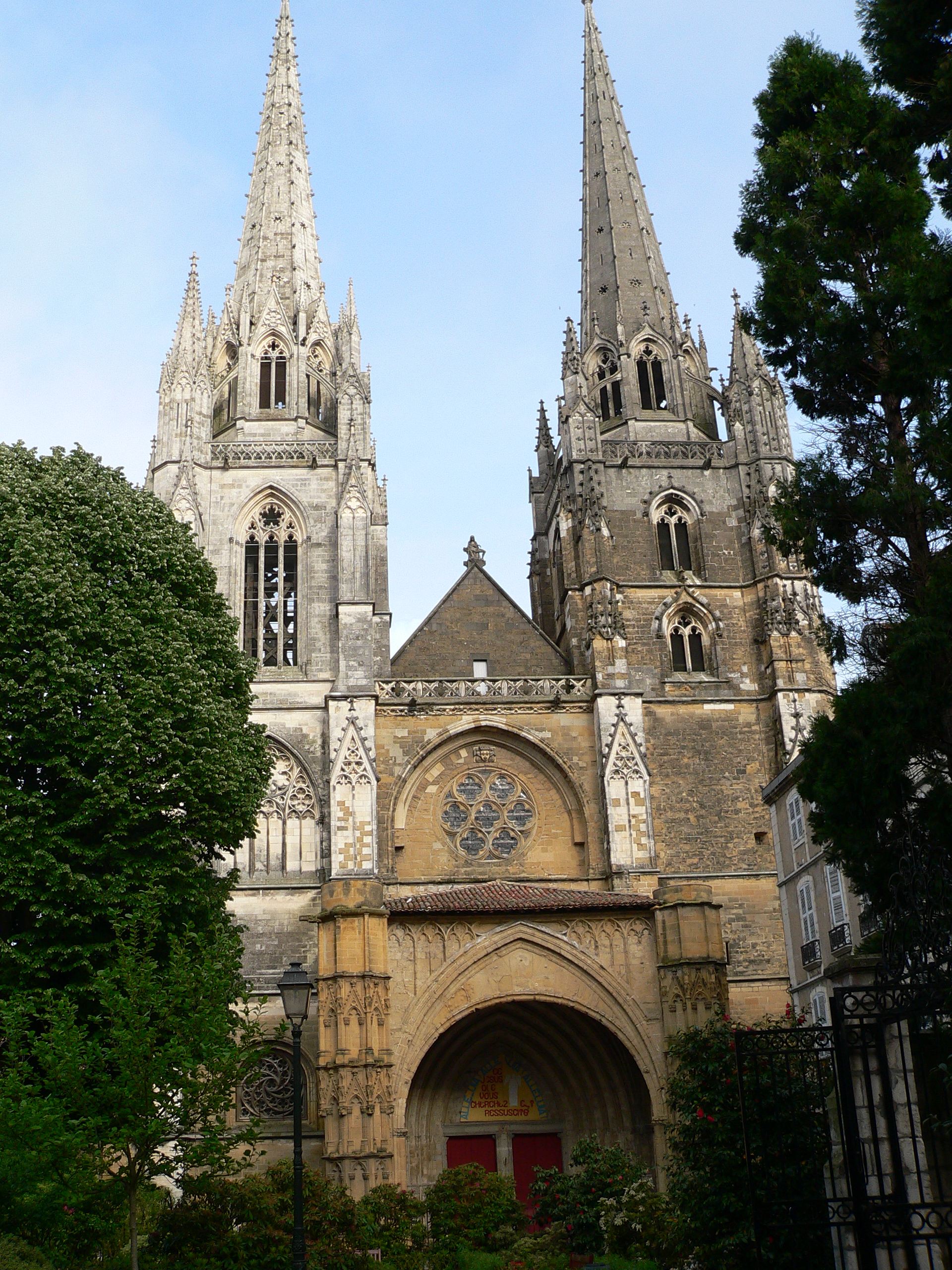
Westfront der Kathedrale
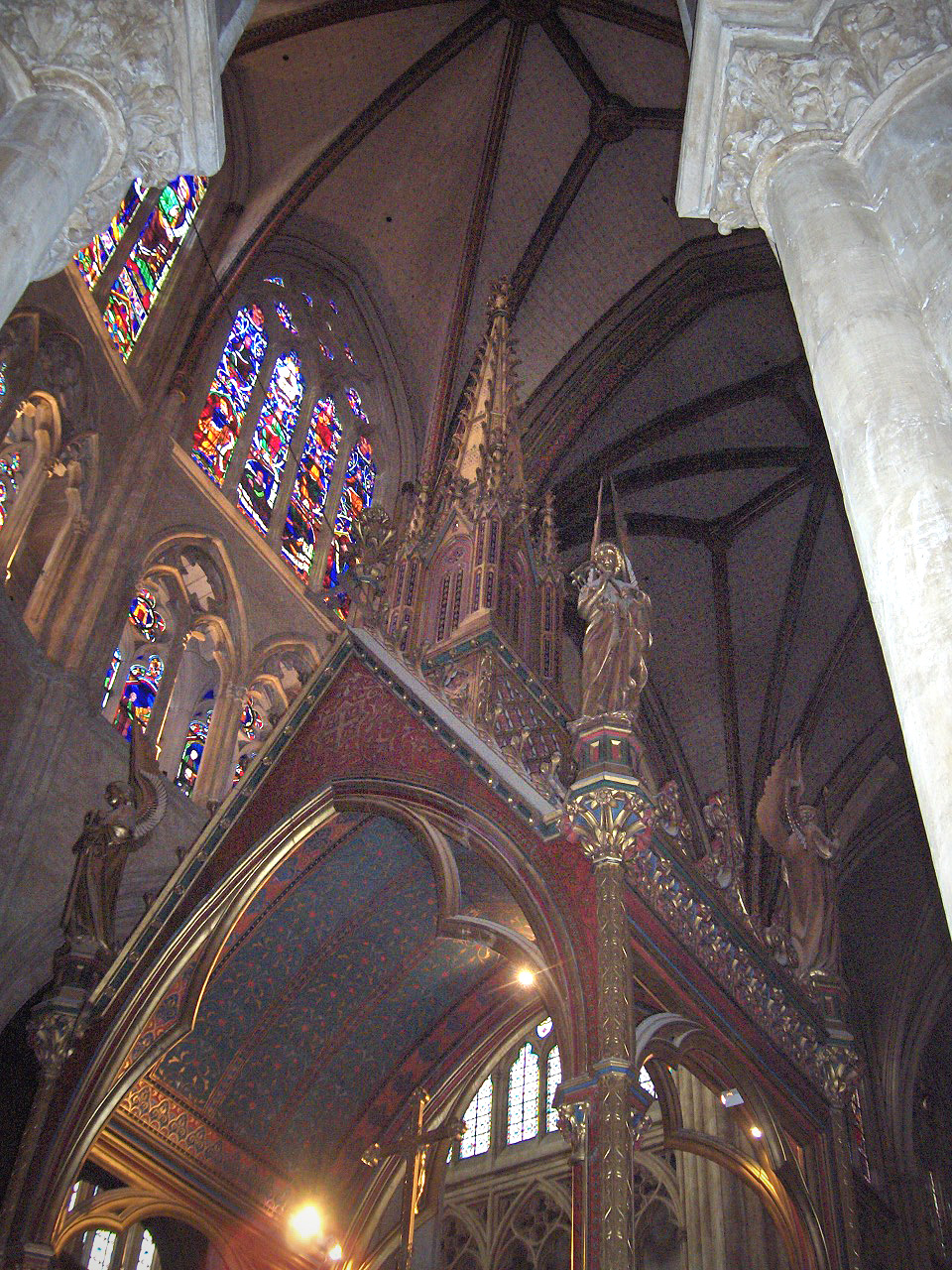
Baldachin des gotischen Hochaltars
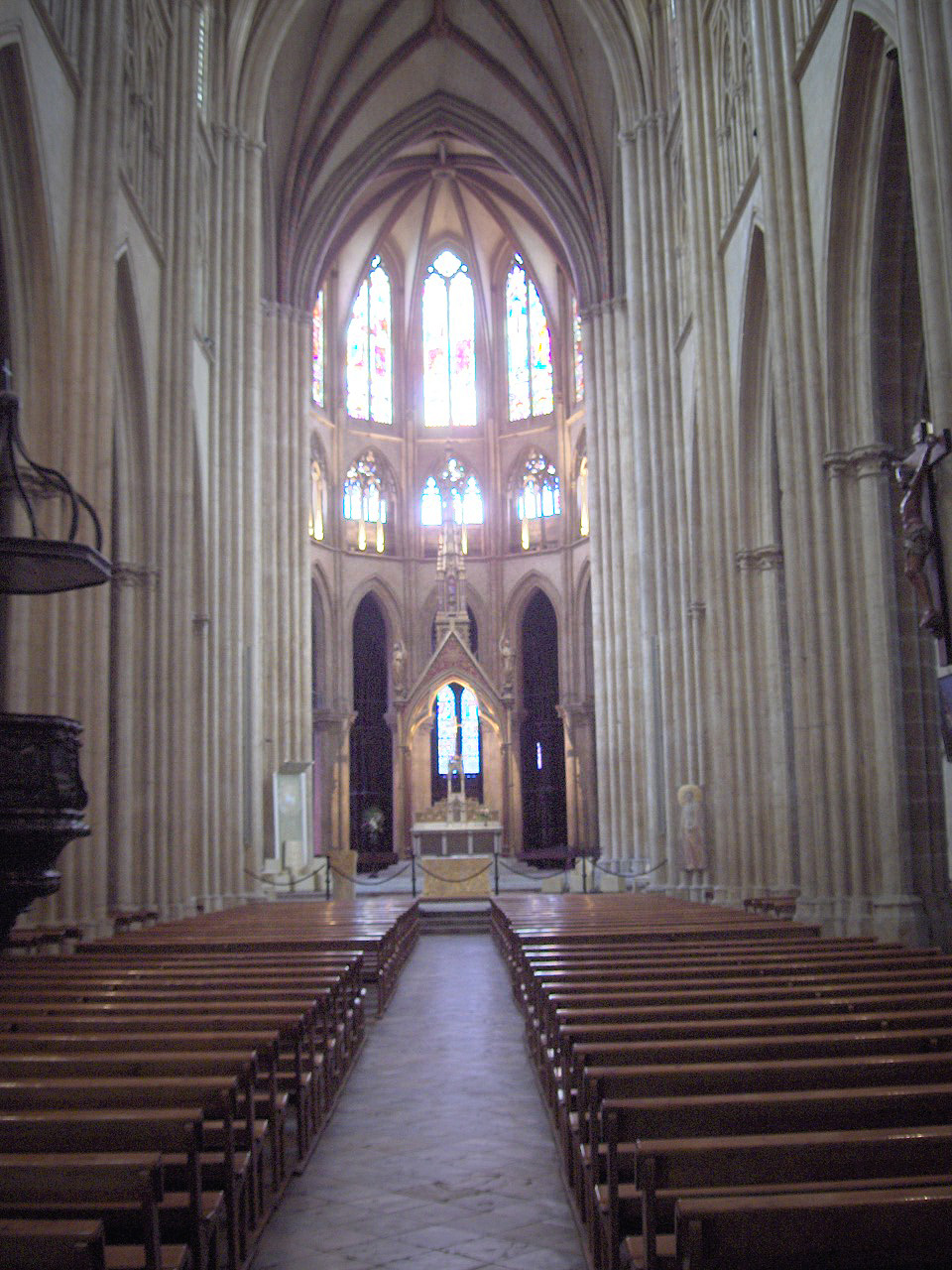
Blick durch das Längsschiff